# 男はつらいよ フーテンの寅
『男はつらいよ フーテンの寅』（おとこはつらいよ フーテンのとら）は、1970年1月15日に公開された日本映画。『男はつらいよ』シリーズの3作目。同時上映は『ひばり森進一の花と涙と炎』。

## あらすじ
旅先で病気になってしまい、宿の女中（悠木千帆）に親兄弟があるのか心配された寅次郎は、とらやの人びとの写真を見せ、ついさくらを「奥さん」、満男を「自分の赤ちゃん」、おばちゃん・おいちゃんを「おふくろとおやじ」と見栄を張ってしまう。
久々に故郷柴又に帰ってきた寅次郎を見合い話が待っていた。本人もすっかりその気になったが、相手の駒子（春川ますみ）は寅次郎と旧知の仲であり、しかも旦那持ちであった。寅次郎は、駒子の妊娠も知らずに旦那が浮気したと聞くや、二人の仲を取り持つために一肌脱ぐ。しかし、二人のための結婚式や新婚旅行まがいの宴会やハイヤーの代金をとらやに請求したことが原因で、おいちゃんと大ゲンカしてしまい、いたたまれなくなった寅次郎は再び旅に出る。
旅先の伊勢・湯の山温泉で腹を下した寅次郎は、便所を借りに温泉宿・もみじ荘に入り浸り、そこの女将・お志津（新珠三千代）の同情を買って宿に泊めてもらう。未亡人のお志津に惚れ込んた寅次郎は、宿代がないことを理由にもみじ荘に居着くようになり、住み込みの番頭として一生懸命働く。お志津の弟・信夫（河原崎建三）となじみの芸者・染奴（香山美子）との仲を取り持つことに奔走して、お志津に感謝され、お志津の小さな女の子を可愛がるあまり風邪を引いて、お志津に看病してもらって、寅次郎は有頂天になる。しかし、寅次郎の知らないところで、お志津には再婚を考えている相手（高野真二）がいたのだった。
とらやでは、年越しに駒子ら夫婦を招き、新年の門出を祝う。ちょうど見ていたテレビで、霧島神宮で啖呵売をしていた寅次郎が取材される。正月を家でこたつに入って祝えず、自分に子どもがいるかのように振る舞い、お志津に向けて呼びかけるような寅次郎の様子を見て、とらやの人びとは涙ぐむ。しかし、寅次郎は、伊勢で恥をかいて悲しい思いをしたばかりとは思えないほど、桜島の見える船の中で笑いを振りまくのであった。

## 概要
- 今回は前作に代わって山田洋次から、山田の助監督出身で(ただし4歳年長)第1作やテレビ版の脚本にも参加した森﨑東が監督している。山田は本作はもういいと思っており脚本のみ書いている[2]。山田は別監督が立った第3作、第4作に違和感を覚えて第5作で監督復帰し、以降、最後まで他人に監督させることはなかった。森崎はまもなく松竹を退社してフリーで活動、『時代屋の女房』、『美味しんぼ』などを監督している。
- 源公は、本作ではとらやの従業員になっている。
- さくら役の倍賞千恵子の出番は非常に少ない。
- おいちゃん・おばちゃんが湯の山温泉を訪れた際、寅次郎が働いている宿に泊まり、寅と出会う（さらにマドンナのお志津の存在を知る）という設定になっている。お志津がとらやを一度も訪れていないことも含め、旅先の寅次郎が中心の話になっている。
- 劇中では大晦日の設定で年が1969年から1970年に変わる。
- DVDに収録されている特典映像「予告編」では以下のような没シーンが収められている。
  - オープニングで寅が自転車に乗っている生徒の体を叩くシーン。本編では自転車の列が皆土手で転んでいるが、予告編では転ばずに列はそのまま走り去っている。
  - オープニング、寅が砂浜でカバンに腰掛けコケるシーンの別テイク[3]。
  - タコ社長とおいちゃんが言い合ってタコ社長が階段から転げ落ちるシーン。
  - バイクに乗った信夫がスーツケースを持って歩く染奴を追い掛けるシーン。その後の「あんたホンマにええの?」「俺はそんな男じゃない」の会話。
  - 寅と信夫が石橋の上で喧嘩をして、寅が橋から落ちる別テイク。
  - 寅とお志津が庭園らしきところで「これからどこへ行くの?」「怒らないでね。寅さんがよかったら半月でも一週間でもうちで働いてほしいの」等会話をするシーン。
  - もみじ荘の宴会で、寅が太鼓を叩き後ろで客が踊るシーン。

## スタッフ
- 監督：森﨑東
- 脚本：山田洋次、小林俊一、宮崎晃
- 音楽：山本直純

## 配役
- 車寅次郎：渥美清
- お志津：新珠三千代（東宝）（湯の山温泉、旅館「もみじ荘」の女将。五歳の娘・道子がいる。）
- 諏訪さくら：倍賞千恵子
- 染奴：香山美子（湯の山温泉の芸者で、お志津の弟信夫の恋人。）
- 信夫：河原崎建三 （志津の弟、染奴とは幼なじみ。）
- 諏訪博：前田吟
- 駒子：春川ますみ（寅の見合い相手、為吉との復縁を寅さんがとりもつ。）
- 車つね：三崎千恵子
- お澄：野村昭子（もみじ荘の従業員）
- 信州の越後屋の女中：悠木千帆
- 千代：佐々木梨里[注 1]（もみじ荘の従業員）
- 吉井：高野真二（志津の再婚相手）
- 徳爺（もみじ荘の従業員）：左卜全（特別出演）
- 源吉：佐藤蛾次郎
- 梅太郎：太宰久雄
- 為吉：晴乃ピーチク（駒子の夫）
- 茂造：晴乃パーチク（為吉の兄）
- 越後屋・宴会の客：山本幸榮
- 宴会の客・伊勢屋：土田桂司
- 高杉和宏
- 葛飾交通ハイヤーの運転手：高木信夫
- 餃子の店の店主：大杉侃二郎
- 花井緑太郎
- 石井愃一
- アナウンサー（中部日本放送）：山内光男（寅にインタビューをする。）
- 湯の山温泉の芸者：光映子
- 白川恵子
- 水木涼子
- 川千屋の女中：秩父晴子
- 藤間恵美
- とらやの店員・友ちゃん：脇山邦子
- 坂田多恵子
- 道子：坂井久美（ひまわり）（お志津の娘）
- 車竜造：森川信
- 御前様：笠智衆
- 清太郎：花沢徳衛（染奴の父、四日市の元テキヤの親分）

## ロケ地
- 長野県塩尻市(木曽奈良井宿・作中冒頭の旅館)
- 神奈川県藤沢市片瀬諏訪神社(寅の蝦蟇の油売り)
- 三重県菰野町（湯の山温泉）、山岳寺、御在所ロープウェイ、御在所岳の山上公園
- 四日市市(コンビナートが見える染子の家)
- 鹿児島県霧島市(霧島神宮・大晦日に寅がテレビインタビューを受けるシーン)
- 鹿児島県錦江湾(鹿児島県種子島行きの連絡船、ラストシーンの船上)

以上松竹の公式HP、及び佐藤(2019)p.614より。

## 記録
- 観客動員：52万6000人[1]
- 配給収入：1億3000万円[1]

## 受賞
- 第21回芸術選奨新人賞／森﨑東
- 同・文部大臣賞／倍賞千恵子